# Dáil Éireann

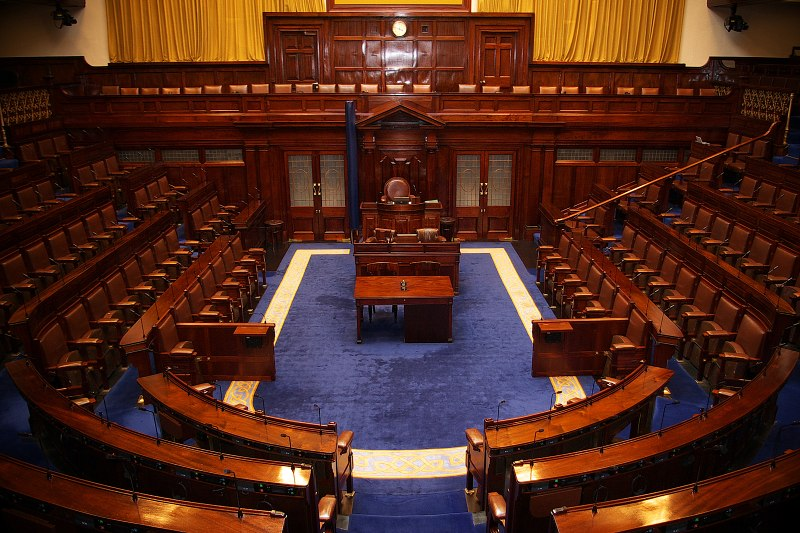
Zasedací místnost Dáilu

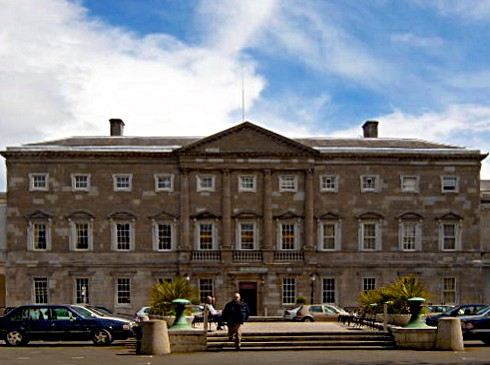
Leinster House – sídlo Dáil Éireann

Dáil Éireann (irsky Irské shromáždění, anglicky Assembly of Ireland) je dolní komora irského parlamentu, Oireachtasu, jehož součástí je i irský prezident a Seanad Éireann (horní komora). Dáil Éireann je volen přímo a nejméně jednou za pět let v rámci systému proporcionálního zastoupení prostřednictvím systému jednoho přenosného hlasu. Pravomoci Dáil Éireannu jsou podobné těm z dolních komor ostatních dvoukomorových systémů. Jeho moc je omezena irskou ústavou. Má možnost přijímat zákony a jmenovat a odvolávat Taoiseach (předsedu vlády). Od roku 1922 Dáil Éireann zasedá v Leinster House v Dublinu.